# Territorio di Perm'

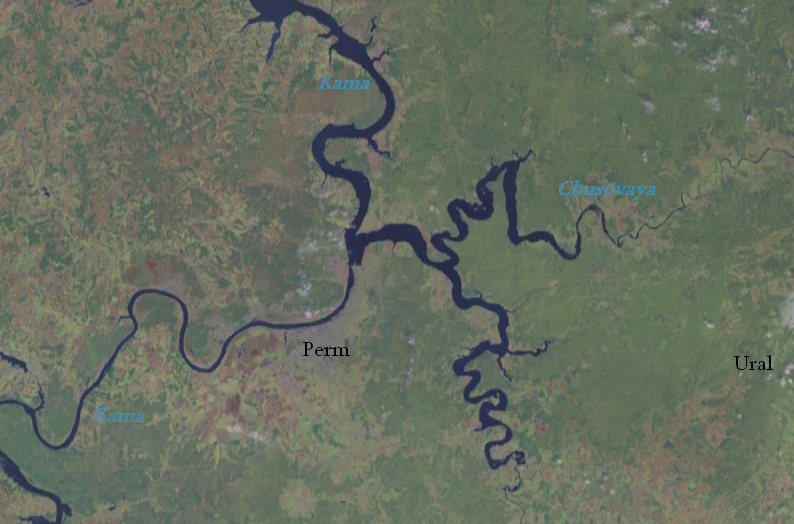
La confluenza del fiume Chusovaya nel Kama a nord di Perm'.

Il territorio di Perm' (in russo Пе́рмский край, Pérmskij kraj; in permiaco Перем ладор, Perem lador), è un kraj della Russia.
Il territorio è nato il primo dicembre del 2005 dall'unione dell'oblast' di Perm' con il circondario dei Komi-Permiacchi avvenuta a seguito di un referendum tenutosi nel 2004.
Il circondario dei Komi-Permiacchi ha conservato il suo status di circondario autonomo per un periodo di transizione dal 2006 al 2008.

## Geografia fisica
La regione di Perm' è situata ad ovest della catena degli Urali, al confine tra Europa e Asia.
Confina a nord con la Repubblica dei Comi, ad est con l'oblast' di Sverdlovsk, a sud con la repubblica di Baschiria ed a ovest con la repubblica di Udmurtia e l'oblast' di Kirov.
Il territorio è caratterizzato ad occidente e nell'area centrale da catene di basse colline tra le quali si stende la valle del fiume Kama. Il Kama scorre da nord a sud e poi dopo aver bagnato Perm' piega verso sud-ovest per raggiungere la foce nel Volga. A oriente si ergono i rilievi montuosi degli Urali che superano i 1 100 metri. Il Kama riceve numerosi affluenti nel territorio del kraj. Lo sbarramento del Kama forma il bacino artificiale omonimo di 1915 km² posto nell'area centrale. Tra i principali fiumi del territorio sono da ricordare: Čusovaja, Sylva, Višera, Kolva, Jajva e Kos'va. 

## Principali città
| Città         | Nome russo    | Popolazione (1º gennaio 2005) |
| ------------- | ------------- | ----------------------------- |
| Perm'         | Пермь         | 989 499                       |
| Berezniki     | Березники     | 169 910                       |
| Solikamsk     | Соликамск     | 100 443                       |
| Čajkovskij    | Чайковский    | 84 825                        |
| Lys'va        | Лысьва        | 70 272                        |
| Kungur        | Кунгур        | 67 996                        |
| Krasnokamsk   | Краснокамск   | 52 752                        |
| Čusovoj       | Чусовой       | 50 530                        |
| Dobrjanka     | Добрянка      | 36 134                        |
| Černuška      | Чернушка      | 35 758                        |
| Kudymkar      | Кудымкар      | 31 833                        |
| Gubacha       | Губаха        | 29 664                        |
| Osa           | Оса           | 23 019                        |
| Kizel         | Кизел         | 22 930                        |
| Vereščagino   | Верещагино    | 22 763                        |
| Nytva         | Нытва         | 20 667                        |
| Krasnovišersk | Красновишерск | 17 777                        |
| Aleksandrovsk | Александровск | 15 847                        |
| Očër          | Очёр          | 15 279                        |
| Polazna       | Полазна       | 13 180                        |
| Gornozavodsk  | Горнозаводск  | 12 862                        |
| Gremjačinsk   | Гремячинск    | 12 195                        |
| Jajva         | Яйва          | 10 663                        |
| Oktjabr'skij  | Октябрьский   | 10 234                        |

## Geografia antropica

### Suddivisioni amministrative
La divisione amministrativa di secondo livello del Territorio di Perm è costituita da 33 rajon (distretti), inclusi 6 distretti nel Circondario dei Komi-Permiacchi; 

51 insediamenti urbani tra cui: 

14 città di importanza regionale, tra cui Perm' (centro amministrativo del Territorio) e Kudymkar (centro amministrativo del Circondario dei Komi-Permiacchi);

11 città di rilevanza regionale;

26 insediamenti operai;

7 distretti urbani (городской район) di Perm';

la città chiusa di Zvëzdnyj;

3576 insediamenti rurali.

#### Rajon
Fra parentesi il capoluogo.
- Bardymskij (Barda)
- Berëzovskij (Berëzovka)
- Bol'šesosnovskij (Bol'šaja Sosnova)
- Častinskij (Častye)
- Čerdynskij (Čerdyn')
- Černušinskij (Černuška)
- Elovskij (Elovo)
- Gajnskij (Gajny)*
- Gornozavodskij (Gornozavodsk)
- Il'inskij (Il'inskij)
- Jurlinskij (Jurla)*
- Jus'vinskij (Jus'va)*
- Karagajskij (Karagaj)
- Kišertskij (Ust'-Kišert')
- Kočëvskij (Kočëvo)*
- Kosinskij (Kosa)*
- Krasnovišerskij (Krasnovišersk)

- Kudymkarskij (Kudymkar)*
- Kuedinskij (Kueda)
- Kungurskij (Kungur)
- Nytvenskij (Nytva)
- Ochanskij (Ochansk)
- Očërskij (Očër)
- Oktjabr'skij (Oktjabr'skij)
- Ordinskij (Orda)
- Osinskij (Osa)
- Permskij (Perm')
- Sivinskij (Siva)
- Solikamskij (Solikamsk)
- Suksunskij (Suksun)
- Uinskij (Uinskoe)
- Usol'skij (Usol'e)
- Vereščaginskij (Vereščagino)

(*) I 6 distretti del Circondario dei Komi-Permiacchi

#### Distretti urbani di Perm'

I 7 distretti di Perm'

- Dzeržinskij
- Industrial'nyj
- Kirovskij
- Leninskij
- Motovilichinskij
- Ordžonikidzevskij
- Sverdlovskij